# لا آلدهوئلا
۴۰°۲۵′۳۳″ شمالی ۵°۲۳′۲۰″ غربی / ۴۰٫۴۲۵۸۳°شمالی ۵٫۳۸۸۸۹°غربی

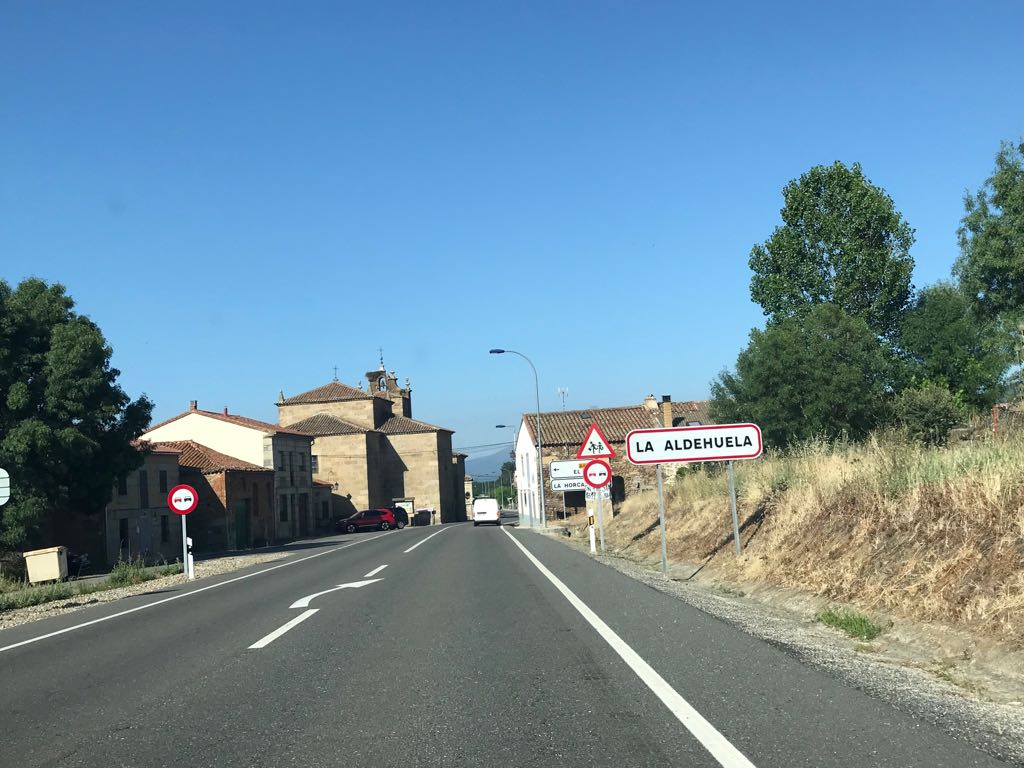
نمایی از ورودی دهستان لا آلدهوئلا در استان آبیلای اسپانیا - ۲۰۱۸

لا آلدهوئلا دهستانی در استان آبیلای اسپانیا است.
در این دهستان ۲۶۲ نفر زندگی می‌کنند. مساحت این دهستان ۱۷٫۰۴ کیلومتر مربع است.